# Hatungun (kecamatan)
Hatungun (indonez. Kecamatan Hatungun) – kecamatan w kabupatenie Tapin w prowincji Borneo Południowe w Indonezji.
Kecamatan ten graniczy z kabupatenem Banjar oraz kecamatanami Salam Babaris i Binuang.
W 2010 roku kecamatan ten zamieszkiwały 8023 osoby, z których 4013 stanowili mężczyźni, a 4010 kobiety. 7988 osób wyznawało islam.
Znajdują się tutaj miejscowości: Asam Randah, Bagak, Batu Hapu, Burakai, Hatungun, Kambang Kuning, Matang Batas, Tarungin.